# Seis Nações

Mapa das nações participantes

O Seis Nações (em inglês:  Six Nations) é uma competição anual de rugby union entre as equipes da Escócia, França, Inglaterra, Irlanda, Itália e País de Gales. O atual campeão é a Irlanda, tendo vencido o torneio de 2023.
As Seis Nações é o sucessor do Campeonato Interbritânico (Home Nations), que ocorreu entre 1883-1909 e novamente entre 1932-1939, jogado entre as equipes da Escócia, Inglaterra, Irlanda, e País de Gales, o qual foi o primeiro torneio internacional de rugby union. Com a adição da França, este tornou-se o Campeonato das Cinco Nações (1910-1931 e 1947-1999), que por sua vez se tornou o Campeonato das Seis Nações com a entrada da Itália.
A Inglaterra detém o recorde de vitórias absolutas dos torneios Home Nations, Cinco Nações e Seis Nações, com 28 títulos, embora Gales acompanhe de perto 26 vitórias com a adição de 12 vitórias compartilhadas para 10 da Inglaterra, apenas a Itália e a Escócia não conseguiram conquistar o título do Seis Nações, embora a Escócia tenha sido a última vencedora do Cinco Nações.

## História
Em 1871, a Inglaterra e a Escócia participaram do histórico primeiro jogo internacional de rugby. Após 12 anos de jogos amistosos entre as seleções, foi criado, em 1883, o Home International Championship (Campeonato Britânico Internacional), torneio em que as seleções da Inglaterra, Irlanda, Escócia e o País de Gales disputavam o título de melhor da Europa.

### Cinco Nações
Em 1910, a França, que já participara de quatro edições como convidada, é aceita oficialmente no torneio que passa a se chamar Cinco Nações. Mas foi somente na década de 1970 que o torneio se tornou muito popular tendo partidas lotadas com uma grande audiência televisiva.
Até 1993, não havia premiação ao vencedor do Cinco Nações: não havia nem bandeira quanto mais um troféu. Entretanto, na temporada 1992-1993, foi apresentado o Troféu do Campeonato das Cinco Nações.
Os franceses foram os primeiros a levantar o troféu, seguidos pelos galeses e então os ingleses. O primeiro título da Escócia foi conseguido pela primeira vez na temporada 1998-1999, a última como Cinco Nações.

### Seis Nações
Em 2000, a Seleção Italiana de Rugby se uniu aos outros cinco países, por conta disso a competição teve o nome mudado para Seis Nações.
A importância do torneio tem diminuído ao longo dos anos devido à introdução da Copa do Mundo de Rugby, mas a grande rivalidade entre as seleções ainda o mantém como um título importante para o rugby mundial.

## Formato
Jogado anualmente, o formato do torneio é simples: as seleções jogam entre si em uma só rodada. Dois pontos valem uma vitória, um ponto para empate e nenhum para derrota.
- O time que vence todas as partidas completa um Grand Slam;
- Se uma das seleções que forma o Home Nations (Inglaterra, Escócia, País de Gales e Irlanda) ganhar das outras três, ela recebe a Tríplice Coroa.
- O vencedor do confronto entre Inglaterra e Escócia ganha a Copa Calcutta.
- Desde 1988, o Troféu Milênio é dado ao vencedor do jogo entre Inglaterra e Irlanda.
- Desde 1989, o Centenary Quaich é dado ao vencedor do jogo entre Escócia e Irlanda.
- Desde 2007, o Troféu Garibaldi é dado ao vencedor do jogo entre França e Itália.
- A seleção que ficar em último lugar é condecorada com a virtual Colher de Madeira.

Do início da competição até 1994, as vitórias compartilhadas eram quando seleções com o mesmo número de pontos dividiam o título (no caso de 1973, os cinco participantes se tornaram campeões). Após 1994, os empates foram desfeitos baseados na melhor defesa e melhor ataque.
Em 2005, o País de Gales conquistou o Grand Slam e a Tríplice Coroa, tornando-se a primeira seleção a ganhar o Grand Slam jogando mais vezes fora de casa.
Em 2006, a França empatou em pontos com a Irlanda, mas levou o título porque tinha o melhor ataque e defesa. Apesar disso a Irlanda recebeu o título da Tríplice Coroa. E ficou com a Itália o título de Colher de Madeira.

### Estádios
| Seleção       | Estádio            | Cidade      | Capacidade |
| ------------- | ------------------ | ----------- | ---------- |
| Itália        | Stadio Olimpico    | Roma        | 82,407     |
| Inglaterra    | Twickenham         | Londres     | 82,000     |
| França        | Stade de France    | Saint-Denis | 81,338     |
| País de Gales | Millennium Stadium | Cardiff     | 74,500     |
| Escócia       | Murrayfield        | Edimburgo   | 67,130     |
| Irlanda       | Aviva Stadium      | Dublin      | 51,700     |

## Edições
| Home Nations | Home Nations | Home Nations                                         |
| Edição       | Ano          | Vencedor                                             |
| ------------ | ------------ | ---------------------------------------------------- |
| 1.ª          | 1883         | Escócia e Inglaterra                                 |
| 2.ª          | 1884         | Inglaterra 2                                         |
| 3.ª          | 1885         | Incompleto                                           |
| 4.ª          | 1886         | Incompleto                                           |
| 5.ª          | 1887         | Escócia                                              |
| 6.ª          | 1888         | Incompleto                                           |
| 7.ª          | 1889         | Incompleto                                           |
| 8.ª          | 1890         | Inglaterra e Escócia                                 |
| 9.ª          | 1891         | Escócia 2                                            |
| 10.ª         | 1892         | Inglaterra2                                          |
| 11.ª         | 1893         | País de Gales 2                                      |
| 12.ª         | 1894         | Irlanda 2                                            |
| 13.ª         | 1895         | Escócia 2                                            |
| 14.ª         | 1896         | Irlanda                                              |
| 15.ª         | 1897         | Incompleto                                           |
| 16.ª         | 1898         | Incompleto                                           |
| 17.ª         | 1899         | Irlanda 2                                            |
| 18.ª         | 1900         | País de Gales 2                                      |
| 19.ª         | 1901         | Escócia 2                                            |
| 20.ª         | 1902         | País de Gales 2                                      |
| 21.ª         | 1903         | Escócia 2                                            |
| 22.ª         | 1904         | Escócia                                              |
| 23.ª         | 1905         | País de Gales 2                                      |
| 24.ª         | 1906         | Irlanda e País de Gales                              |
| 25.ª         | 1907         | Escócia 2                                            |
| 26.ª         | 1908         | País de Gales 2                                      |
| 27.ª         | 1909         | País de Gales 2                                      |
| Cinco Nações |              |                                                      |
| 28.ª         | 1910         | Inglaterra                                           |
| 29.ª         | 1911         | País de Gales 1                                      |
| 30.ª         | 1912         | Inglaterra e Irlanda                                 |
| 31.ª         | 1913         | Inglaterra 1                                         |
| 32.ª         | 1914         | Inglaterra 1                                         |
| 33.ª         | 1920         | País de Gales, Escócia e Inglaterra                  |
| 34.ª         | 1921         | Inglaterra 2                                         |
| 35.ª         | 1922         | País de Gales                                        |
| 36.ª         | 1923         | Inglaterra 1                                         |
| 37.ª         | 1924         | Inglaterra 1                                         |
| 38.ª         | 1925         | Escócia 1                                            |
| 39.ª         | 1926         | Escócia e Irlanda                                    |
| 40.ª         | 1927         | Escócia e Irlanda                                    |
| 41.ª         | 1928         | Inglaterra 1                                         |
| 42.ª         | 1929         | Escócia                                              |
| 43.ª         | 1930         | Inglaterra                                           |
| 44.ª         | 1931         | País de Gales                                        |
| Home Nations |              |                                                      |
| 45.ª         | 1932         | Irlanda, País de Gales e Inglaterra                  |
| 46.ª         | 1933         | Escócia 1                                            |
| 47.ª         | 1934         | Inglaterra 2                                         |
| 48.ª         | 1935         | Irlanda                                              |
| 49.ª         | 1936         | País de Gales                                        |
| 50.ª         | 1937         | Inglaterra 2                                         |
| 51.ª         | 1938         | Escócia 2                                            |
| 52.ª         | 1939         | País de Gales, Irlanda e Inglaterra                  |
| Cinco Nações |              |                                                      |
| 53.ª         | 1947         | País de Gales e Inglaterra                           |
| 54.ª         | 1948         | Irlanda 1                                            |
| 55.ª         | 1949         | Irlanda 2                                            |
| 56.ª         | 1950         | País de Gales 1                                      |
| 57.ª         | 1951         | Irlanda                                              |
| 58.ª         | 1952         | País de Gales 1                                      |
| 59.ª         | 1953         | Inglaterra                                           |
| 60.ª         | 1954         | Inglaterra 2, País de Gales e França                 |
| 61.ª         | 1955         | País de Gales e França                               |
| 62.ª         | 1956         | País de Gales                                        |
| 63.ª         | 1957         | Inglaterra 1                                         |
| 64.ª         | 1958         | Inglaterra                                           |
| 65.ª         | 1959         | França                                               |
| 66.ª         | 1960         | França e Inglaterra 2                                |
| 67.ª         | 1961         | França                                               |
| 68.ª         | 1962         | França                                               |
| 69.ª         | 1963         | Inglaterra                                           |
| 70.ª         | 1964         | País de Gales e Escócia                              |
| 71.ª         | 1965         | País de Gales 1                                      |
| 72.ª         | 1966         | País de Gales                                        |
| 73.ª         | 1967         | França                                               |
| 74.ª         | 1968         | França 1                                             |
| 75.ª         | 1969         | País de Gales 2                                      |
| 76.ª         | 1970         | França e País de Gales                               |
| 77.ª         | 1971         | País de Gales 1                                      |
| 78.ª         | 1972         | Incompleto                                           |
| 79.ª         | 1973         | País de Gales, França, Irlanda, Escócia e Inglaterra |
| 80.ª         | 1974         | Irlanda                                              |
| 81.ª         | 1975         | País de Gales                                        |
| 82.ª         | 1976         | País de Gales 1                                      |
| 83.ª         | 1977         | França 1 ( País de Gales 2)                          |
| 84.ª         | 1978         | País de Gales 1                                      |
| 85.ª         | 1979         | País de Gales 2                                      |
| 86.ª         | 1980         | Inglaterra 1                                         |
| 87.ª         | 1981         | França 2                                             |
| 88.ª         | 1982         | Irlanda 1                                            |
| 89.ª         | 1983         | França e Irlanda                                     |
| 90.ª         | 1984         | Escócia 2                                            |
| 91.ª         | 1985         | Irlanda 1                                            |
| 92.ª         | 1986         | França e Escócia                                     |
| 93.ª         | 1987         | França 1                                             |
| 94.ª         | 1988         | França e País de Gales                               |
| 95.ª         | 1989         | França                                               |
| 96.ª         | 1990         | Escócia 1                                            |
| 97.ª         | 1991         | Inglaterra 1                                         |
| 98.ª         | 1992         | Inglaterra 1                                         |
| 99.ª         | 1993         | França                                               |
| 100.ª        | 1994         | País de Gales                                        |
| 101.ª        | 1995         | Inglaterra 1                                         |
| 102.ª        | 1996         | Inglaterra 2                                         |
| 103.ª        | 1997         | França 1 ( Inglaterra 2)                             |
| 104.ª        | 1998         | França 1 ( Inglaterra 2)                             |
| 105.ª        | 1999         | Escócia                                              |
| Seis Nações  |              |                                                      |
| 106.ª        | 2000         | Inglaterra                                           |
| 107.ª        | 2001         | Inglaterra                                           |
| 108.ª        | 2002         | França 1 ( Inglaterra 2)                             |
| 109.ª        | 2003         | Inglaterra 1                                         |
| 110.ª        | 2004         | França 1 ( Irlanda 2)                                |
| 111.ª        | 2005         | País de Gales 1                                      |
| 112.ª        | 2006         | França ( Irlanda 2)                                  |
| 113.ª        | 2007         | França ( Irlanda 2)                                  |
| 114.ª        | 2008         | País de Gales 1                                      |
| 115.ª        | 2009         | Irlanda 1                                            |
| 116.ª        | 2010         | França 1                                             |
| 117.ª        | 2011         | Inglaterra                                           |
| 118.ª        | 2012         | País de Gales 1                                      |
| 119.ª        | 2013         | País de Gales                                        |
| 120.         | 2014         | Irlanda ( Inglaterra 2)                              |
| 121.         | 2015         | Irlanda                                              |
| 122.         | 2016         | Inglaterra 1                                         |
| 123.         | 2017         | Inglaterra                                           |
| 124.         | 2018         | Irlanda                                              |
| 125.         | 2019         | País de Gales                                        |
| 126.         | 2020         | Inglaterra                                           |
| 127.         | 2021         | País de Gales                                        |
| 128.         | 2022         | França                                               |
| 129.         | 2023         | Irlanda                                              |

¹ - Grand Slam
² - Tríplice Coroa
 Seis Nações Classificação Geral 
| Seleção       | Torneios disputados | Campeonatos vencidos | Vitórias compartilhadas | Tríplice Coroa | Grand Slams | Colher de pau |
| ------------- | ------------------- | -------------------- | ----------------------- | -------------- | ----------- | ------------- |
| Inglaterra    | 122                 | 28                   | 10                      | 25             | 13          | 25            |
| País de Gales | 124                 | 26                   | 11                      | 20             | 11          | 21            |
| Escócia       | 124                 | 15                   | 8                       | 10             | 3           | 33            |
| Irlanda       | 124                 | 14                   | 8                       | 11             | 3           | 36            |
| França        | 88                  | 17                   | 8                       | -              | 9           | 18            |
| Itália        | 19                  | 0                    | 0                       | -              | 0           | 13            |

NOTA: Atualizado após a edição de 2018